# جان فرانسوا هوبير
جان فرانسوا هوبير هو قسيس كندي، ولد في 23 فبراير 1739 في مدينة كيبك في كندا، وتوفي بنفس المكان في 17 أكتوبر 1797.